# Préhistoire de l'Écosse
L’archéologie et la géologie continuent de révéler les secrets de l’Écosse préhistorique, dévoilant un passé complexe et important, bien avant que les Romains ne fassent entrer l’Écosse dans l’histoire écrite. L'étude de l'Ecosse préhistorique se réfère à un aire géographique, et non à l'Ecosse en tant que nation ou à l'identité écossaise. Elle aide à mieux comprendre les origines de vestiges et de monuments qui sont toujours largement visibles, et à comprendre les racines de l’histoire de l’Écosse.

## Préhistoire lointaine de l’Écosse
L’Écosse est géologiquement à part du reste de l’Europe. Elle est un éclat de l’ancien continent de Laurasie (qui plus tard formera la majeure partie de l’Amérique du Nord). Pendant le Cambrien, la région qui allait devenir l'Écosse était un rebord du continent de Laurasie, et était alors située au niveau de l'équateur. Au cours du dévonien, et grâce à la tectonique des plaques, l'Écosse entre en collision avec ce qui est aujourd'hui l'Angleterre et le Pays de Galles. De cet impact naît une grande chaîne de montagnes, au moins aussi haute que le sont les Alpes actuelles et voit la formation des montagnes granitiques des Highlands occidentales et des Grampians. C'est également une période de forte activité volcanique dans le centre et l'est de l'Écosse.
Au cours du Permien et du Trias, l'Écosse est presque au centre de la Pangée. Mais avec l'avènement de l'ère Tertiaire, une faille se créée entre la Laurasie et l'Eurasie, séparant les deux continents (et séparant l'Écosse de la Laurasie). Cette faille ouvre la voie aux eaux qui créent l'Océan Atlantique. Les conséquences de cette zone de subduction sont le regain d'activité volcanique, sur la côte ouest cette fois ; et la création de nouvelles montagnes à Skye, Mull, Jura, Rùm et Arran.
Cette activité tectonique a posé les bases de la topographie de l'Écosse : d'anciennes montagnes dans le nord et le sud du pays, érodées par 400 millions d'années de pluie, de neige et de glace, avec une large vallée entre ces deux massifs ; et un terrain plus récent et plus sauvage a l'ouest.
Avec l'Écosse dans un climat plus tempéré, le pays a été soumis à de nombreuses glaciations pendant le néogène et au quaternaire, les glaciers sculptant le paysage, creusent des gorges. Dans les basses terres (Lowlands), la glace a érodé les terrains les plus tendres, en particulier autour des anciens volcans, laissant de nombreux crags (ou collines généralement isolées).
Pendant la dernière période interglaciaire, aux environs de 130000 – 70000 av. J.-C., certaines périodes sont plus chaudes qu’aujourd’hui, et alors que l'Homme de Néandertal occupe le devant de la scène, un redoux s’opère vers 40000 av. J.-C. Des sites néandertaliens ont été trouvés dans le sud de l’Angleterre et il n’est pas à exclure que les premiers hommes soient allés jusqu’en Écosse, bien qu’aucune trace n’ait encore été trouvée.
Les glaciers ont ensuite recouvert la majeure partie de la Grande-Bretagne, et ce n’est qu’une fois que la glace s’est retirée que l’Écosse est devenue habitable, vers 9600 av. J.-C.

## Chasseurs-cueilleurs du mésolithique

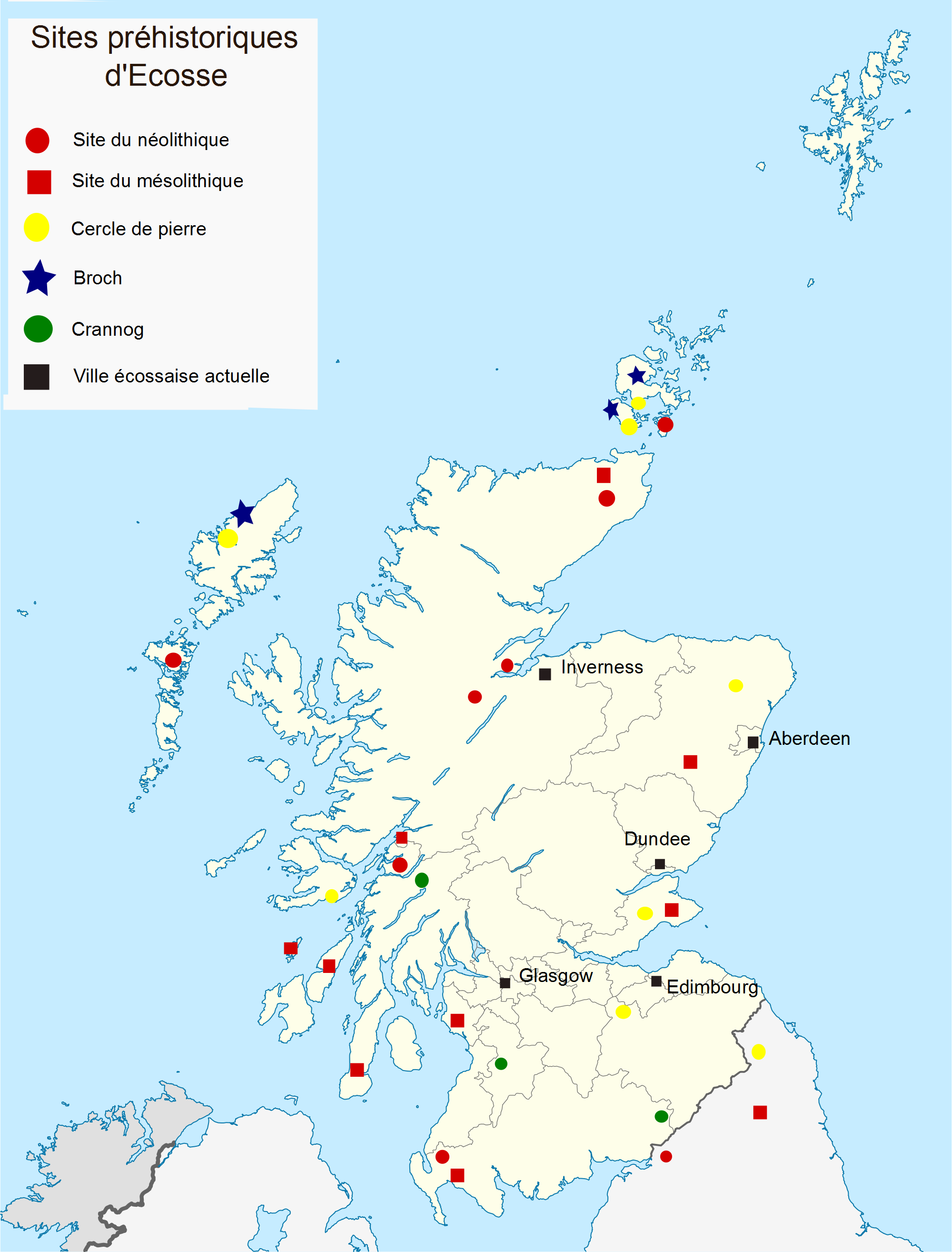
Carte des sites préhistoriques de l'Écosse.

Alors que le climat s’améliore, les chasseurs-cueilleurs du mésolithique étendent leur zone d’habitat jusqu’en Écosse. La plus ancienne structure mégalithique d'Écosse consiste en un groupe de trois cercles de pierre. Il se situe à Lussa Wood, sur l'ile de Jura. Ces anneaux pourraient avoir servi de base pour fixer des tentes d'abri.
Un foyer d’habitation daté de 8500 av. J.-C. environ, a été trouvé à Cramond, près d’Édimbourg. Des fosses et des traces de trous faits par des pieux suggèrent l’existence de campements appartenant à ces chasseurs-cueilleurs, et des outils de pierre trouvés sur le site sont antérieurs à ceux du même style trouvés en Angleterre. Les sites identifiés se situent pour l'essentiel sur le littoral. Les chasseurs-cueilleurs ne pénètrent qu'occasionnellement dans les terres, souvent pour y chasser. Le produit de leur chasse ne leur sert pas uniquement à la nourriture, mais leur permet aussi de se fabriquer des outils avec les os ou les bois. Les nombreuses coques de noisettes retrouvées calcinées indiquent que la façon de cuisiner était similaire aux autres sites connus du mésolithique, dont les sites de Star Carr, et de Howick House dans le Northumberland (nord de l’Angleterre). Ces sites sont datés respectivement d'environ 8500 et 7600 av. J.-C., et les marques laissées dans le sol par des poteaux indiquent la présence de signes considérables d’habitation, suggèrent une résidence permanente pour ces chasseurs. Ces traces dans le nord de l’Angleterre laissent à penser que des chasseurs-cueilleurs ont pu se fixer jusqu’en Écosse.
D’autres sites sur la côte est et le long des lochs et rivières, ainsi que les nombreux abris troglodytes et les tas de coquilles vides, brossent le portrait d’un peuple très mobile, occupant souvent des sites de façon saisonnière, et utilisant des embarcations à la fois pour la pêche et pour transporter leurs outils là où se trouvaient les matériaux utiles. Les découvertes d’outils en silex sur le Ben Lawers et au Glen Dee (une vallée dans les Cairngorms), montrent un peuple capable de traverser l’Écosse à travers les collines.
Des abris et des restes de coquilles à Sand, face à l’île de Skye ont permis de montrer qu’aux alentours de 7500 av. J.-C., ces chasseurs-cueilleurs possédaient des outils faits d’ossements, de pierre et de bois de cerfs, vivaient de coquillages, de poisson et de daim, utilisant des pierres comme marmite. Les coquillages servaient également à faire des colliers ou encore à fournir de la teinture pourpre. À partir de 6000 av. J.-C., ils se mettent à utiliser des outils en silex.
Aucun élément n'a permis de prouver à ce jour qu'il s'agit de peuples sédentaires. Tout semble plutôt indiquer que ces populations sont nomades et sont à la recherche de nourriture. Il s'agit peut-être de mouvements saisonniers.
La vie de ces populations va pourtant être modifiée par les conséquences de la fin du dernier Âge de glace (aux alentours de 10 000 av. J.-C.). Le niveau des mers monte, obligeant les habitants des zones basses à quitter leurs habitats et avancer dans les terres, dans des régions plus élevées. La colonisation humaine de l'Écosse va réellement débuter.

## Fermiers et bâtisseurs du Néolithique

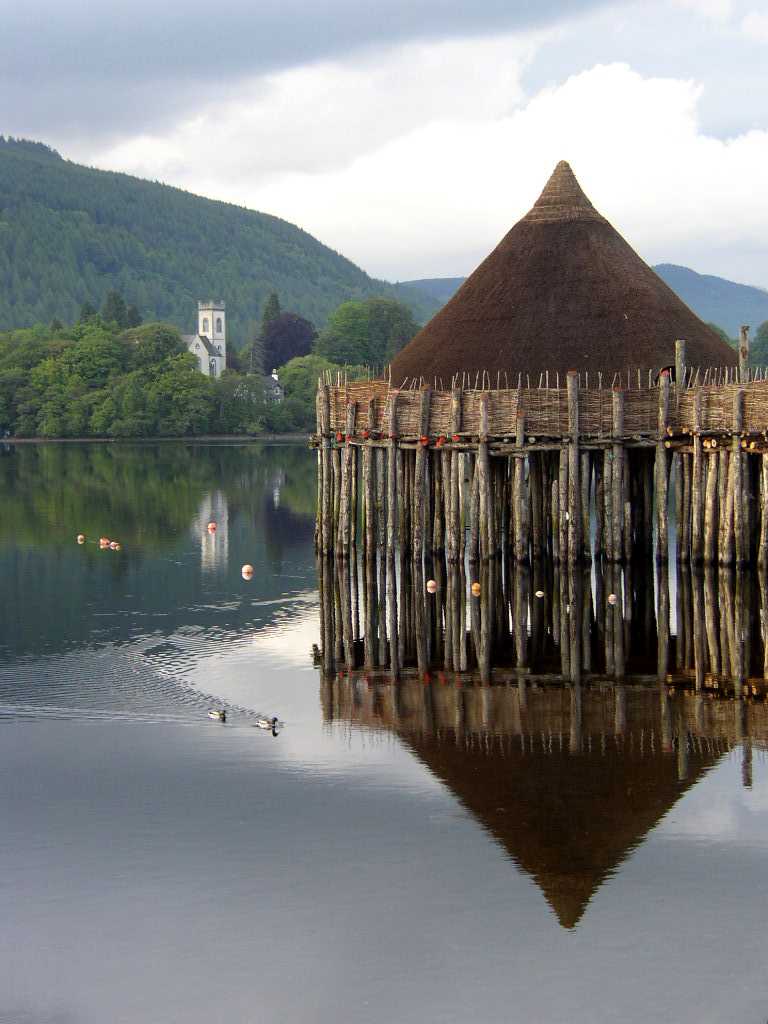
Exemple de crannog reconstruit sur le loch Tay

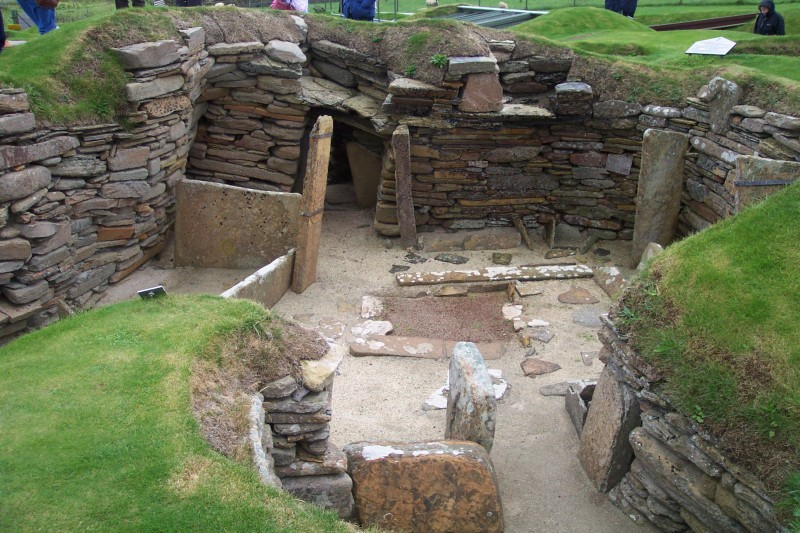
Excavations de Skara Brae

L’arrivée de l’agriculture au Néolithique a contribué à l’extension d’habitations permanentes qui, de fait, ont laissé davantage de traces que les populations mésolithiques. Les groupes humains pénètrent plus avant dans les terres, déboisent les grandes étendues forestières, défrichent et se livrent à l'agriculture.

### Découvertes sur l'habitat
À Balbrindie, dans la région d’Aberdeen, les fosses et trous dans le sol retrouvés révèlent la présence d’un grand bâtiment fait à partir de troncs d’arbres datant de 3600 av. J.-C. Sur l’îlot de Eilean Domhnuill, des tessons de poterie suggèrent une date de 3200 à 2800 av. J.-C., de ce qui en ferait alors le plus vieux crannog connu.
La plupart des villages du Néolithique sont faits de bois, ce qui explique la faible quantité de découvertes les concernant. En revanche, une douzaine de sites où des structures de pierre ont été repérées ont pu être identifiés. Les restes, témoins de cette époque se trouvent principalement dans les îles Orcades, riches en sites néolithiques remarquablement conservés grâce à l’utilisation de pierres locales que l’on trouve sur la côte en blocs prêts à être directement assemblés.

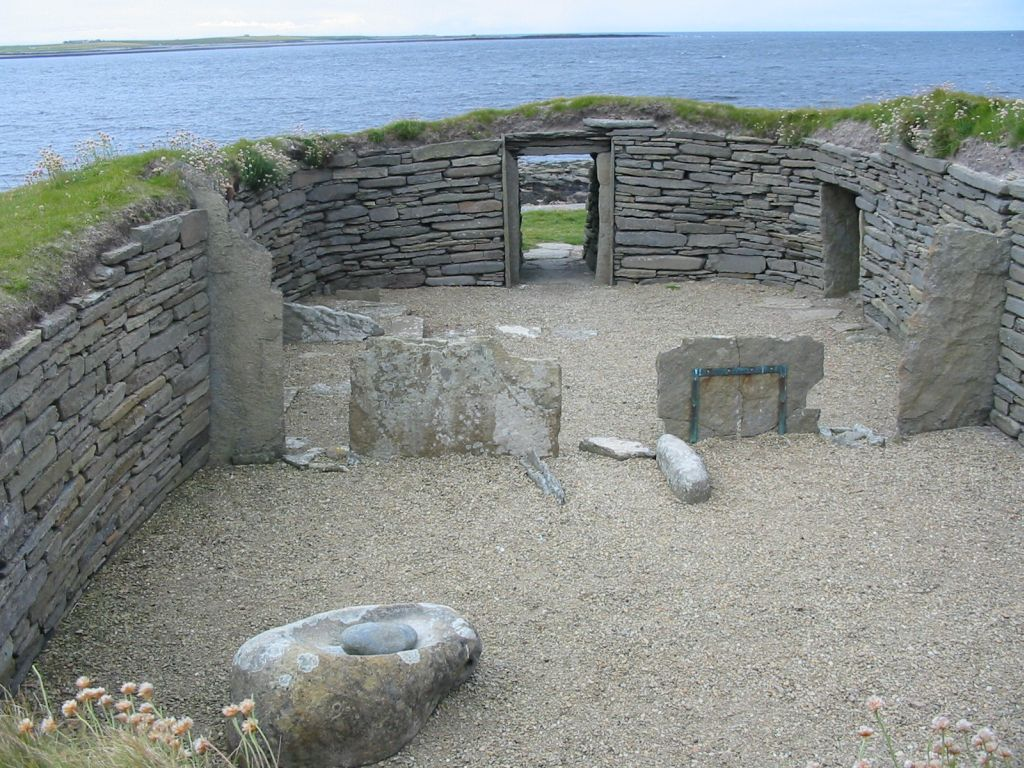
Site de Knap of Howar.

Sur le site très bien préservé de la maison de pierre Knap of Howar, sur l’île de Papa Westray dans les Orcades (occupée de 3500 à 3100 av. J.-C.), le mobilier de pierre est intact. D’après les indices retrouvés dans les déchets de l’époque, les occupants élevaient des bovins, des moutons ou encore des cochons ; cultivaient de l’orge et du blé, et se nourrissaient de coquillages aussi bien que de poissons, même des espèces pour lesquelles la pêche par bateau était nécessaire.
De la poterie fine et décorée de style Unstant établit un lien avec les sépultures funéraires à chambre recouvertes de type cairn, que l’on trouve à proximité ainsi que sur d’autres sites comme à Eilean Domhnuill.
À Skara Brae, dans les Orcades, les maisons retrouvées sont très similaires, mais cette fois-ci regroupées en un village et reliées entre elles par des passages étroits et bas. Skara Brae doit sa remarquable conservation au fait qu'elle ait été très tôt recouverte par le sable et mise au jour en 1927 par Gordon Childe. Ce site fut occupé de 3000 à 2500 av. J.-C. Quant aux poteries retrouvées, elles sont de style Grooved ware, un style que l’on retrouve à travers la Grande-Bretagne, jusqu’au Wessex.

### Cercles de pierre

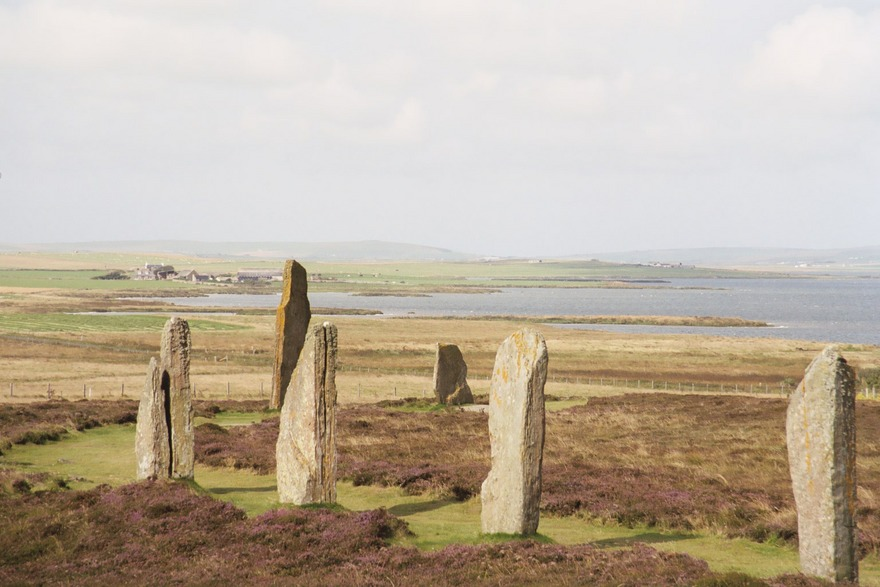
Ring of Brodgar.

À une dizaine de kilomètres de Skara Brae, des poteries de style grooved, ont également été retrouvées à Stones of Stenness, un ensemble de pierres dressées (à l’origine en cercle) et qui fait partie dans un ensemble de trois monuments majeurs avec Maeshowe, le plus bel exemple d’allée couverte (2700 av. J.-C.), qui se trouve un peu plus à l’est ; et le cercle de Brodgar, un autre ensemble de pierres dressées en cercle, juste au nord. Ce cercle fut l’un des premiers à être analysé par le Professeur Alexander Thom pour établir un lien entre l’usage de ces pierres à des fins d’observations astronomiques.
Ces ensembles de pierres, ainsi que d’autres à travers l'Écosse, font partie de la large culture mégalithique d’Europe qui a également édifié Stonehenge en Angleterre ou les alignements de Carnac, en Bretagne. Les liens de connexion entre tous ces peuples peuvent être démontrés par des offrandes venues de Galles et de Cumbria, laissées au sommet de la colline sacrée de Cairnpapple Hill, West Lothian, dès 3500 av. J.-C. Si une bonne partie de l'Europe a été concernée par l'érection de monuments de pierre au Néolithique, ce n'est toutefois guère que dans les îles Britanniques que l'on note la présence de cercles de pierre. Ceux-ci étaient d'ordinaire entourés d'un fossé et d'un talus de terre sur lequel se dressaient des poteaux de bois qui ont disparu avec le temps.
Les cercles de pierre les plus spectaculaires d'Écosse sont situés sur la côte ouest de Lewis (Hébrides extérieures) avec le site de Stones of Stenness, déjà évoqué, mais aussi Ring of Brodgar. De nombreux alignements ont aussi été identifiés dans l'Argyll. Certains blocs pèsent plus de trois tonnes.
L'arrivée de population celtiques dans les îles britanniques remonterait au IIIe millénaire av. J.-C.

### Coutumes funéraires
Les tombes funéraires néolithiques découvertes en Écosse laissent entrevoir des embryons de mythologie. Des cairns dans lesquels ont été mis au jour des ustensiles de la vie quotidienne semblent témoigner d'une croyance en l'au-delà. Les cairns les plus remarquables sont situés sur Arran et dans l'Argyll, notamment le cairn de Clyde Cairns, mais l'on trouve aussi des couloirs funéraires à Clava ou Maes Howe.

## Âge du bronze
Les cairns et les monuments mégalithiques continuent à être construits à l’âge du bronze, qui a vu arriver les métaux comme matériau.
Les cairns de Clava et les pierres dressées d’Inverness montrent des géométries complexes et des alignements à but astronomique, avec des chambres mortuaires plus petites et peut-être individuelles, plutôt que des tombes communes comme au Néolithique.
Des momies datant de 1600-1300 av. J.-C. ont été découvertes à Clad Hallan sur l’île de South Uist, dans les Hébrides extérieures.
C’est de cette période que datent les premières fortifications au sommet des collines, comme à Eildon hill, près de Melrose dans la région des Scottish Borders qui dateraient de 1000 av. J.-C. et qui auraient comporté plusieurs centaines d’habitations au sommet d’une colline fortifiée. De plus, des fouilles au château d’Édimbourg, lui-même bâti sur une colline, ont révélé des matériaux datant de l’âge du bronze, vers 850 av. J.-C.

## Âge du fer

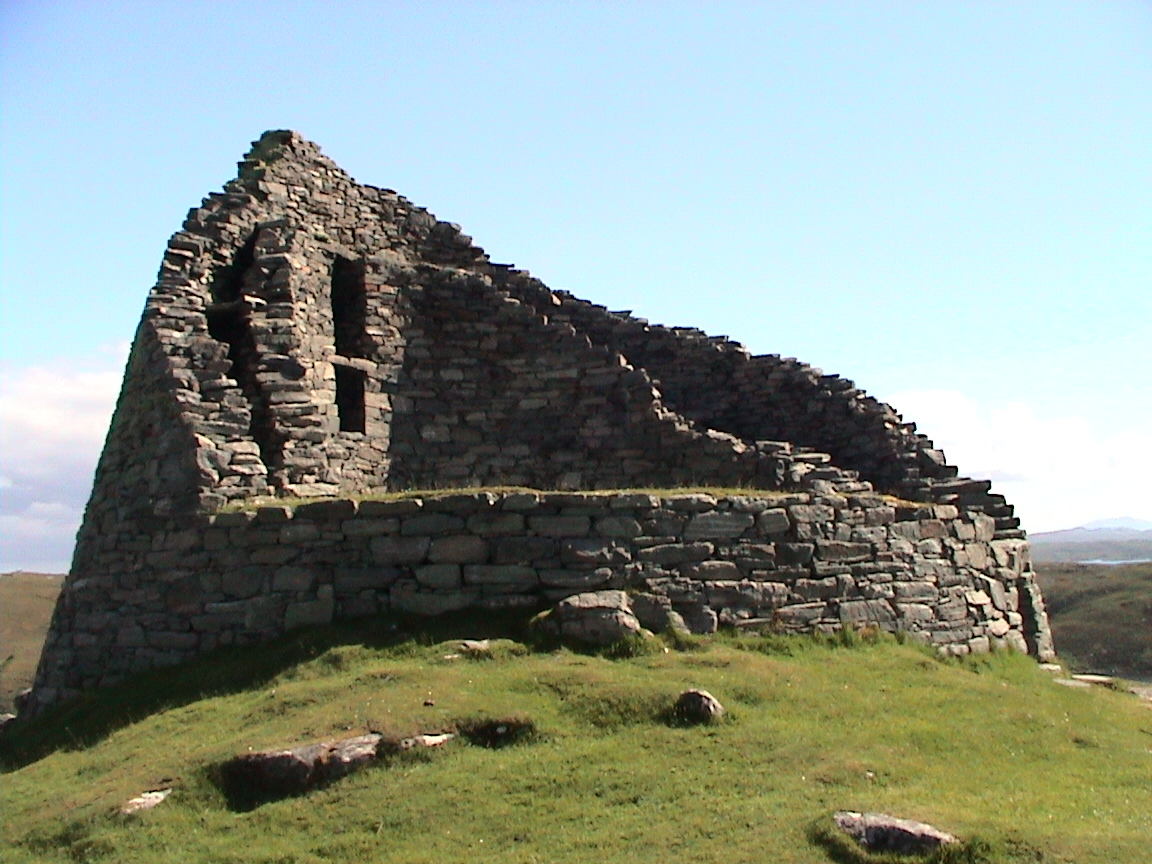
Broch de Dun Carloway, Lewis, Écosse

À partir de 700 av. J.-C., jusqu’aux Romains, l’âge du fer a été une période de construction de fortifications et de fermes fortifiées, ce qui confirme l’image rapportée par les Romains de tribus querelleuses et de royaumes sans importances.
La culture celte brittonique s’est étendue dans le sud de l’Écosse après le VIIIe siècle av. J.-C., probablement par contact entre les cultures plutôt que par invasion massive. C’est également à cette époque que le système des royaumes s’est développé.
De grands centres d’habitation se sont développés, comme la forteresse des Votadini de Traprain Law, dans les East Lothian, qui avait la taille d’une ville. Un grand nombre de petits duns, de forts ou de remparts étaient construits sur les crags (collines) qui pouvaient les accueillir.

## Note
1. 1 2 3 4  (en) « Mesolithic hunters and fishermen », in Scottish History, Lomond Books, éd. 2009, p. 14, 15.
2. 1 2 3 4 5 6  (en) « Neolithic farmers », in Scottish History, Lomond Books, éd. 2009, p. 16, 17.
3. ↑  (en) « The first farmers », in The archaeology of Skye and the Western Isles, Ian Armit, Edinburgh University Press, 1996, p. 57.
4. 1 2  (en) « Stone Circles and Alignements », in Scottish History, Lomond Books, éd. 2009, p. 18, 19.
5. ↑  Venceslas Kruta, Les Celtes, Histoire et Dictionnaire, page 645, Éditions Robert Laffont, coll. « Bouquins », Paris, 2000,  (ISBN 2-7028-6261-6).
6. ↑  (en) Neolithic Scotland: timber, stone, earth and fire, Gordon Noble, Edinburgh University Press, 2006, p. 104.